# Hypericum sechmenii
Hypericum sechmenii är en johannesörtsväxtart som beskrevs av Ocak och Koyuncu. Hypericum sechmenii ingår i släktet johannesörter, och familjen johannesörtsväxter. Inga underarter finns listade i Catalogue of Life.